# Grandahorn
Grandahorn är en bergstopp i republiken Island. Den ligger i regionen Västfjordarna, 200 km nordväst om huvudstaden Reykjavík. Toppen på Grandahorn är 574 meter över havet.
Trakten runt Grandahorn är nära nog obefolkad, med mindre än två invånare per kvadratkilometer. Närmaste större samhälle är Patreksfjörður, omkring 14 kilometer sydväst om Grandahorn. Trakten runt Grandahorn består i huvudsak av gräsmarker.